# Філіппо Індзагі
Філі́ппо Індза́гі (також іноді Індзаґі; італ. Filippo Inzaghi) — італійський футболіст та футбольний тренер. З 2025 року очолює тренерський штаб команди «Палермо».
Колишній нападник «Мілана» і збірної Італії, дворазовий володар Кубка європейських чемпіонів. Чемпіон світу 2006. Входить до десятки найкращих бомбардирів єврокубків усіх часів. Має молодшого брата — також відомого футбольного нападника Сімоне Індзагі.

## Тренерська робота
Завершивши виступи на футбольному полі у 2012 році, залишився в «Мілані», де очолив молодіжну команду клубу.
9 червня 2014 року, після звільнення його колишнього партнера по команді Кларенса Зедорфа з посади головного тренера основної команди «Мілана», Індзагі був призначений очільником її тренерського штабу. Пропрацював з основною командою «россо-нері» лише один сезон 2014/15, який донедавна один з лідерів італійського футболу завершив на 10-му місці турнірної таблиці. Такий результат було визнано провальним і Індзагі 4 червня 2015 офіційно був звільнений з посади у «Мілані».
Влітку 2016 року прийняв команду клубу «Венеція» з третього за силою дивізіону італійського чемпіонату.
2018 року повернувся до роботи в елітному італійському дивізіоні, очоливши команду «Болоньї». Утім вже у січні 2019 року був звільнений з посади через незадовільні результати.
22 червня 2019 року очолив «Беневенто», представника Серії B. За результатами першого ж сезону роботи із цією командою здобув підвищення у класі і протягом сезону 2020/21 тренував «Беневенто» в елітному італійському дивізіоні. До останніх турів чемпіонату команда зберігала шанси на збереження місця у Серії A, утім все ж понизилася у класі, після чого тренера було звільнено.
Після цього у 2021-2023 роках він працював із друголіговими «Брешією» та «Реджиною», а з жовтня 2023 по лютий 2024 року  очолював тренерський штаб аутсайдера елітного дивізіону «Салернітани». 
Протягом сезону 2024/25 був головним тренером «Пізи», яку вивів до елітної Серії A уперше за попередні 34 роки. Попри цей успіх тренер у червні 2025 року залишив команду, натомість очоливши також друголіговий «Палермо».

## Титули та досягнення
- Чемпіон Італії: 1998, 2004, 2011
- Кубок Італії: 2003
- Суперкубок Італії: 1997 та 2004
- Ліга чемпіонів: 2003 і 2007
  - Фіналіст Ліги чемпіонів: 2005
- Суперкубок УЄФА: 2003, 2007
- Чемпіон світу серед клубів: 2007
- Віце-чемпіон Європи: 2000
- Чемпіон світу: 2006
- Учасник чемпіонату світу: 1998, 2002 і 2006
- Чемпіон Європи (U-21): 1994

| Дата       | Місто          | Господарі            | Результат               | Гості                | Турнір                | Голи | Примітки |
| ---------- | -------------- | -------------------- | ----------------------- | -------------------- | --------------------- | ---- | -------- |
| 8-6-1997   | Ліон           | Італія               | 3 – 3                   | Бразилія             | товариський турнір    | -    | 58'      |
| 10-9-1997  | Тбілісі        | Грузія               | 0 – 0                   | Італія               | Відбір до ЧС 1998     | -    | 80'      |
| 11-10-1997 | Рим            | Італія               | 0 – 0                   | Англія               | Відбір до ЧС 1998     | -    | 46'      |
| 28-1-1998  | Катанія        | Італія               | 3 – 0                   | Словаччина           | товариський матч      | -    | 66'      |
| 11-6-1998  | Бордо          | Італія               | 2 – 2                   | Чилі                 | ЧС 1998 - 1-й етап    | -    | 70'      |
| 23-6-1998  | Сен-Дені       | Італія               | 2 – 1                   | Австрія              | ЧС 1998 - 1-й етап    | -    | 60'      |
| 10-10-1998 | Удіне          | Італія               | 2 – 0                   | Швейцарія            | Відбір до ЧЄ 2000     | -    |          |
| 18-11-1998 | Салерно        | Італія               | 2 – 2                   | Іспанія              | товариський матч      | 2    |          |
| 16-12-1998 | Рим            | Італія               | 6 – 2                   | Зірки світу          | товариський матч      | 1    | 46'      |
| 27-3-1999  | Копенгаген     | Данія                | 1 – 2                   | Італія               | Відбір до ЧЄ 2000     | 1    |          |
| 31-3-1999  | Анкона         | Італія               | 1 – 1                   | Білорусь             | Відбір до ЧЄ 2000     | 1    |          |
| 28-4-1999  | Загреб         | Хорватія             | 0 – 0                   | Італія               | товариський матч      | -    | 79'      |
| 5-6-1999   | Болонья        | Італія               | 4 – 0                   | Уельс                | Відбір до ЧЄ 2000     | 1    | 80'      |
| 9-6-1999   | Лозанна        | Швейцарія            | 0 – 0                   | Італія               | Відбір до ЧЄ 2000     | -    |          |
| 8-9-1999   | Неаполь        | Італія               | 2 – 3                   | Данія                | Відбір до ЧЄ 2000     | -    |          |
| 9-10-1999  | Мінськ         | Білорусь             | 0 – 0                   | Італія               | Відбір до ЧЄ 2000     | -    |          |
| 13-11-1999 | Лечче          | Італія               | 1 – 3                   | Бельгія              | товариський матч      | -    | 68'      |
| 23-2-2000  | Палермо        | Італія               | 1 – 0                   | Швеція               | товариський матч      | -    | 60'      |
| 29-3-2000  | Барселона      | Іспанія              | 2 – 0                   | Італія               | товариський матч      | -    | 46'      |
| 26-4-2000  | Реджо-Калабрія | Італія               | 2 – 0                   | Португалія           | товариський матч      | -    |          |
| 3-6-2000   | Осло           | Норвегія             | 1 – 0                   | Італія               | товариський матч      | -    | 77'      |
| 11-6-2000  | Арнем          | Туреччина            | 1 – 2                   | Італія               | ЧЄ 2000 - 1-й етап    | 1    |          |
| 14-6-2000  | Брюссель       | Італія               | 2 – 0                   | Бельгія              | ЧЄ 2000 - 1-й етап    | -    | 77'      |
| 24-6-2000  | Брюссель       | Італія               | 2 – 0                   | Румунія              | ЧЄ 2000 - чвертьфінал | 1    |          |
| 29-6-2000  | Амстердам      | Італія               | 0 – 0 д.ч. (3 - 1 п.п.) | Нідерланди           | ЧЄ 2000 - півфінал    | -    | 67'      |
| 3-9-2000   | Будапешт       | Угорщина             | 2 – 2                   | Італія               | Відбір до ЧС 2002     | 2    |          |
| 7-10-2000  | Мілан          | Італія               | 3 – 0                   | Румунія              | Відбір до ЧС 2002     | 1    | 80'      |
| 15-11-2000 | Турин          | Італія               | 1 – 0                   | Англія               | товариський матч      | -    | 73'      |
| 28-2-2001  | Рим            | Італія               | 1 – 2                   | Аргентина            | товариський матч      | -    |          |
| 24-3-2001  | Бухарест       | Румунія              | 0 – 2                   | Італія               | Відбір до ЧС 2002     | 2    | 86'      |
| 28-3-2001  | Трієст         | Італія               | 4 – 0                   | Литва                | Відбір до ЧС 2002     | 2    | 69'      |
| 25-4-2001  | Перуджа        | Італія               | 1 – 0                   | ПАР                  | товариський матч      | -    | 46'      |
| 1-9-2001   | Каунас         | Литва                | 0 – 0                   | Італія               | Відбір до ЧС 2002     | -    | 60'      |
| 5-9-2001   | П'яченца       | Італія               | 1 – 0                   | Марокко              | товариський матч      | -    |          |
| 6-10-2001  | Парма          | Італія               | 1 – 0                   | Угорщина             | Відбір до ЧС 2002     | -    |          |
| 7-11-2001  | Сайтама        | Японія               | 1 – 1                   | Італія               | товариський матч      | -    | 87'      |
| 17-4-2002  | Мілан          | Італія               | 1 – 1                   | Уругвай              | товариський матч      | -    | 46'      |
| 18-5-2002  | Прага          | Чехія                | 1 – 0                   | Італія               | товариський матч      | -    | 46'      |
| 8-6-2002   | Касіма         | Італія               | 1 – 2                   | Хорватія             | ЧС 2002 - 1-й етап    | -    | 79'      |
| 13-6-2002  | Ойта           | Італія               | 1 – 1                   | Мексика              | ЧС 2002 - 1-й етап    | -    | 56'      |
| 21-8-2002  | Трієст         | Італія               | 0 – 1                   | Словенія             | товариський матч      | -    | 46'      |
| 7-9-2002   | Баку           | Азербайджан          | 0 – 2                   | Італія               | Відбір до ЧЄ 2004     | -    | 76'      |
| 12-10-2002 | Неаполь        | Італія               | 1 – 1                   | Сербія та Чорногорія | Відбір до ЧЄ 2004     | -    |          |
| 20-11-2002 | Пескара        | Італія               | 1 – 1                   | Туреччина            | товариський матч      | -    | 46'      |
| 12-2-2003  | Генуя          | Італія               | 1 – 0                   | Португалія           | товариський матч      | -    | 72'      |
| 6-9-2003   | Мілан          | Італія               | 4 – 0                   | Уельс                | Відбір до ЧЄ 2004     | 3    | 74'      |
| 10-9-2003  | Белград        | Сербія та Чорногорія | 1 – 1                   | Італія               | Відбір до ЧЄ 2004     | 1    | 64'      |
| 11-10-2003 | Реджо-Калабрія | Італія               | 4 – 0                   | Азербайджан          | Відбір до ЧЄ 2004     | 2    |          |
| 2-6-2006   | Лозанна        | Італія               | 0 – 0                   | Україна              | товариський матч      | -    | 58'      |
| 22-6-2006  | Гамбург        | Чехія                | 0 – 2                   | Італія               | ЧС 2006 - 1-й етап    | 1    | 60'      |
| 2-9-2006   | Неаполь        | Італія               | 1 – 1                   | Литва                | Відбір до ЧЄ 2008     | 1    | 86'      |
| 6-9-2006   | Сен-Дені       | Франція              | 3 – 1                   | Італія               | Відбір до ЧЄ 2008     | -    | 73'      |
| 7-10-2006  | Рим            | Італія               | 2 – 0                   | Україна              | Відбір до ЧЄ 2008     | -    | 85'      |
| 2-6-2007   | Торсгавн       | Фарерські острови    | 1 – 2                   | Італія               | Відбір до ЧЄ 2008     | 2    | 58'      |
| 6-6-2007   | Каунас         | Литва                | 0 – 2                   | Італія               | Відбір до ЧЄ 2008     | -    |          |
| 22-8-2007  | Будапешт       | Угорщина             | 3 – 1                   | Італія               | товариський матч      | -    | 46'      |
| 8-9-2007   | Мілан          | Італія               | 0 – 0                   | Франція              | Відбір до ЧЄ 2008     | -    | 65'      |
| Усього     |                | Матчів (37 місце)    | 57                      |                      | Голів (6 місце)       | 25   |          |